# ВЭПП-5
ВЭПП-5 (Встречные Электрон-Позитронные Пучки) — проект ускорительного комплекса электрон-позитронного коллайдера на энергию 4×7 ГэВ, разрабатывавшегося в Институте ядерной физики СО РАН в конце 1980-х для изучения физики B-мезонов. Впоследствии проект был отменён, претерпел серию изменений, к настоящему времени построен и функционирует лишь Инжекционный Комплекс ВЭПП-5, официально сданный в эксплуатацию в 2015 году.

## История
С 1986 года в ИЯФ СО РАН разрабатывался проект B-фабрики, электрон-позитронного коллайдера, асимметричного по энергии (два кольца 4×7 ГэВ) и светимостью 0.5-1×1034см−2с−1. В начале 90-х было начато строительство инжекционного комплекса и тоннелей. Однако уже в 1993 году ввиду отсутствия финансирования, а также на фоне быстрого прогресса конкурирующих проектов B-фабрик KEKB в Японии и PEP-II в США, проект ускорительного комплекса был полностью пересмотрен: предложено построить два «дешёвых» коллайдера на низкую энергию Ф-фабрику и чарм-тау-фабрику для изучения лёгких мезонов. Однако и эти два коллайдера построены не были, а сооружение инжекционного комплекса шло медленными темпами. К нему было решено на первом этапе подключить действующие коллайдеры ИЯФ.
18 декабря 2015 года в Институте ядерной физики СО РАН открылась первая очередь инжекционного комплекса «ВЭПП-5». Во время церемонии открытия на коллайдеры ВЭПП-2000 и ВЭПП-4 был запущен первый пучок электронов.

## Описание
ВЭПП-5 представляет собой источник с высокоинтенсивными пучками электронов и позитронов, которые необходимы для эффективного функционирования ускорительных комплексов ИЯФ СО РАН. ВЭПП-5 включает в себя электронную пушку, линейный ускоритель электронов, конверсионную систему для производства позитронов, второй линак, накопительное кольцо и каналы для транспортировки пучков частиц на комплексы ВЭПП-2000 и ВЭПП-4М.